# Садо (фильм)
«Садо» (кор. 사도, Sado) — корейская историческая драма 2015 года режиссёра Ли Чжун Ика; главные роли в фильме сыграли Сон Кан Хо, Мун Гынён и Ю А Ин. Действие картины происходит в эпоху правления корейского царя Ёнджо из династии Чосон. Фильм рассказывает о жизни наследного принца Садо, которого считали непригодным для престола и правления страной. Садо погиб в возрасте 27 лет, когда его собственный отец приказал запереть его в ящике из-под риса и держал его там 8 дней, пока принц не умер от голода и удушья.
Фильм Садо получил три кинонаграды корейской ассоциации кинокритиков, в том числе, в категории Лучший фильм. Также фильм был выдвинут от Южной Кореи на премию «Оскар» в категории «Лучший фильм на иностранном языке».

## Сюжет
Принц Садо должен унаследовать титул после своего отца — царя Ёнджо. В 1762 году царь приказал заточить своего сына в деревянном ящике из-под риса, где принц томился в течение восьми дней, в результате скончавшись от голода и удушья. Фильм предстаёт в виде серии флешбеков — в каждый из восьми дней в воспоминаниях раскрываются отношения между отцом и сыном — от восхищения юным наследником до противостояния в этических и политических взглядах и поступках. В молодости принц переболел корью, и после этого стали ходить слухи, что он невменяем; его обвиняли в сексуальном домогательстве, издевательстве и насилии над людьми. Однако, за этими домыслами могли скрываться и политические интриги людей, не желавших видеть Садо на троне, также, потворствовать ненавистникам мог и сам Ёнджо, ненавидевший своего сына. Ёнджо, согласно регламенту суда, не мог собственноручно убить наследника, поэтому приказал заточить его в ящике. После смерти Садо наследником становится его сын Чонджо, который после восшествия на трон реабилитирует своего отца и память о нём.

## В ролях
- Сон Кан Хо — ван Ёнджо
- Ю А Ин — принц Садо
- Мун Гынён — Хонгён-ванху
- Ким Хэсук[англ.] — королева Инвон
- Пак Вонсан[англ.] — Хон Бонхан
- Чин Джихи[англ.] — принцесса Хваван
- Чон Хеджин[кор.] — королевская наложница Ёнбин Ли
- Со Джисоп — Чонджо (камео)

## Съёмки
Съёмки фильма начались 8 июля 2014 года. Актриса Мун Гынён, сыгравшая в фильме Хонгён-ванху, жену принца Садо, вернулась к работе в кино после паузы, длившейся 8 лет.

## Критика
В рецензии издания The Hollywood Reporter отмечается «вневременность» картины — проблемы, освещаемые в нём, живы, как века назад, так и в наши дни, отсутствие клишированного героя и злодея; также положительно отмечена работа режиссёра Ли Чжун Ика с материалом и созданием персонажа противоречивого монарха, что является продолжением стилистических традиций его работы 2005 года Король и шут, актёрская работа тандема Сон Кан Хо и Ю Аин. Издание Variety отмечает многослойность сценария, фильм охарактеризован как «атака на человеческую глупость и старомодные консервативные ценности» и «мучительная замедленная трагедия» двух мужчин, ведущая к катарсису уже после смерти обоих героев.

## Кассовые сборы
Фильм Садо вышел в прокат в Южной Корее 16 сентября 2015 года. К концу октября фильм собрал 48,7 миллиардов корейских вон (около 42,9 миллионов долларов), картину посмотрели 6,23 миллионов зрителей

## Награды и номинации
| Год  | Награда                                   | Категория                            | Получатель                       | Результат |
| ---- | ----------------------------------------- | ------------------------------------ | -------------------------------- | --------- |
| 2015 | Korean Association of Film Critics Awards | Лучший фильм                         | Садо                             | Победа    |
| 2015 | Korean Association of Film Critics Awards | Лучший сценарий                      | О Сынхён, Ли Сонвон, Чо Чхольхён | Победа    |
| 2015 | Korean Association of Film Critics Awards | Лучшая музыка                        | Пан Джунсок                      | Победа    |
| 2015 | Korean Association of Film Critics Awards | Топ 10 фильмов года                  | Садо                             | Победа    |
| 2015 | Korea World Youth Film Festival           | Самый любимый актёр                  | Ю Аин                            | Победа    |
| 2015 | Большой колокол                           | Лучший фильм                         | Садо                             | Номинация |
| 2015 | Большой колокол                           | Лучший режиссёр                      | Ли Чжун Ик                       | Номинация |
| 2015 | Большой колокол                           | Лучшая мужская роль                  | Ю Аин                            | Номинация |
| 2015 | Большой колокол                           | Лучшая женская роль второго плана    | Ким Хэсук                        | Победа    |
| 2015 | Голубой дракон                            | Лучший фильм                         | Садо                             | Номинация |
| 2015 | Голубой дракон                            | Лучший режиссёр                      | Ли Чжун Ик                       | Номинация |
| 2015 | Голубой дракон                            | Лучшая мужская роль                  | Сон Кан Хо                       | Номинация |
| 2015 | Голубой дракон                            | Лучшая мужская роль                  | Ю Аин                            | Победа    |
| 2015 | Голубой дракон                            | Лучшая женская роль второго плана    | Чон Хеджин                       | Победа    |
| 2015 | Голубой дракон                            | Лучший сценарий                      | О Сынхён, Ли Сонвон, Чо Чхольхён | Номинация |
| 2015 | Голубой дракон                            | Лучшая операторская работа           | Ким Тхэгён                       | Победа    |
| 2015 | Голубой дракон                            | Лучший монтаж                        | Ким Санбум, Ким Джэбум           | Номинация |
| 2015 | Голубой дракон                            | Лучшая работа художника-постановщика | Кан Сынъён                       | Номинация |
| 2015 | Голубой дракон                            | Лучшее освещение                     | Хон Сынчхоль                     | Победа    |
| 2015 | Голубой дракон                            | Лучшая музыка                        | Пан Джунсок                      | Победа    |